# Obtegomeria caerulescens
Obtegomeria caerulescens là một loài thực vật có hoa trong họ Hoa môi. Loài này được (Benth.) Doroszenko & P.D.Cantino mô tả khoa học đầu tiên năm 1998.